# 流されて…
『流されて…』（ながされて、Travolti da un insolito destino nell'azzurro mare d'agosto）は1974年のイタリアのコメディ映画。
監督・脚本はリナ・ウェルトミューラー、出演はマリアンジェラ・メラートとジャンカルロ・ジャンニーニなど。高慢なブルジョアの人妻とその使用人の男性が、無人島に漂着したことで立場が逆転し、男性の野性的な魅力で人妻の心が変化していく姿を描いている。無人島のシーンはサルデーニャ島の東海岸で撮影された。
1986年に同じリナ・ウェルトミューラー脚本・監督、マリアンジェラ・メラート主演で姉妹編的作品『流されて2』が公開された他、2002年にはハリウッドで『スウェプト・アウェイ』（ガイ・リッチー脚本・監督、マドンナ主演）としてリメイクされている。なお、このリメイク作ではオリジナル作品でジャンカルロ・ジャンニーニが演じた役を実の息子のアドリアーノ・ジャンニーニが演じている。

## ストーリー
金持ちの人妻ラファエラと使用人の男ジェナリーノの2人は、無人島に流れ着いたことから主従が逆転し、男と女として愛し合うようになる。しかし、救出されて元の生活に戻ると、ジェナリーノはラファエラとの生活を夢見て2人で島に戻ろうとするが、ラファエラは夫との生活を選択し、2人の関係は終わる。ジェナリーノは現実に引き戻され、妻とともに家に帰る。

## キャスト
| 役名                                                    | 俳優                       | 日本語吹替                     |
| 役名                                                    | 俳優                       | 東京12ch版                     |
| ------------------------------------------------------- | -------------------------- | ------------------------------ |
| ジェナリーノ・カルンキオ （使用人）                     | ジャンカルロ・ジャンニーニ | 内海賢二                       |
| ラファエラ・パヴォーネ・ランツェッティ （実業家の夫人） | マリアンジェラ・メラート   | 小原乃梨子                     |
| トーリ                                                  | ルイス・ガルシア・スアレス | 仲木隆司                       |
| コラード （ラファエラの夫）                             | リカルド・サルヴィーノ     | 平林尚三                       |
| ピッポ （ジェナリーノの仲間）                           | アルド・プリージ           | 飯塚昭三                       |
| アンナ （ジェナリーノの妻）                             | イサ・ダニエリ             |                                |
| 不明 その他                                             |                            | つかせのりこ 円福恵子 池田真   |
| 日本語吹替版スタッフ                                    |                            |                                |
| 演出                                                    | 演出                       | 山田悦司                       |
| 翻訳                                                    | 翻訳                       | 宇津木道子                     |
| 効果                                                    | 効果                       | 南部満治                       |
| 調整                                                    | 調整                       | 金谷和美                       |
| 制作                                                    | 制作                       | コスモプロモーション           |
| 解説                                                    | 解説                       | 深沢哲也                       |
| 初回放送                                                | 初回放送                   | 1980年4月24日 『木曜洋画劇場』 |

## 作品の評価
Rotten Tomatoesによれば、19件の評論のうち高評価は63%にあたる12件で、平均点は10点満点中7.44点となっている。